# Zachodnia Batyżowiecka Przełęcz
Zachodnia Batyżowiecka Przełęcz (słow. Zapadné Batizovské sedlo) – przełęcz w głównej grani Tatr, będąca wyższym z dwóch siodeł na odcinku położona pomiędzy Batyżowieckim Szczytem (Batizovský štít, 2448 m n.p.m.) a Zadnim Gerlachem (Zadný Gerlach, 2616 m). Drugie siodło, położone dalej na wschód, to Wschodnia Batyżowiecka Przełęcz (Východné Batizovské sedlo). Pomiędzy Zachodnią a Wschodnią Batyżowiecką Przełęczą znajdują się Batyżowieckie Czuby. Na północ od przełęczy znajduje się górne piętro Doliny Kaczej, a na południe – Doliny Batyżowieckiej.
Dawniej oba siodła traktowano jako całość i nazywano Batyżowiecką Przełęczą (Batizovské sedlo).
Na przełęcz nie prowadzi żaden szlak turystyczny. Dla taterników przez Zachodnią Batyżowiecką Przełęcz prowadzi najłatwiejsza droga nieznakowana na Batyżowiecki Szczyt. Nazwa przełęczy pochodzi od położonej pod nią Doliny Batyżowieckiej.
Pierwsze wejście:
- latem – Karl Jurzyca i Jozef Galko-Rusnák, 13 czerwca 1900 r.,
- zimą – Zygmunt Klemensiewicz i Jerzy Maślanka, 5 kwietnia 1909 r.